# Megan Lund
Pour les articles homonymes, voir Lund.
Megan Lund, mariée Lizotte, née le 10 décembre 1983 à Aspen, est une coureuse de fond américaine spécialisée en course en montagne. Elle a remporté deux médailles aux championnats NACAC de course en montagne. Elle a également remporté Sierre-Zinal en 2010.

## Biographie
Née à Aspen dans une famille sportive, elle se tourne tout naturellement vers la course à pied durant sa jeunesse. Elle concourt en Division II des compétitions NCAA durant ses études à l'université du Colorado à Colorado Springs. Une fois ces dernières terminées, elle se consacre entièrement à la course à pied. Elle peine cependant à signer de bons résultats lors de grandes compétitions et, souffrant du syndrome de l'imposteur, songe à arrêter ce sport. En 2009, elle découvre la course en montagne et termine deuxième de la course de montagne de Cheyenne Cañon, décrochant ainsi sa première sélection pour les championnats du monde de course en montagne 2009 où elle termine seizième,,.
Forte de ces premières expériences, elle représente à nouveau son pays aux championnats NACAC de course en montagne 2010 à Canmore. Suivant Brandy Erholtz sur ses talons, elle termine deuxième et remporte la médaille d'or par équipes. En août, elle voyage en Suisse pour participer à la célèbre course Sierre-Zinal. Suivant les conseils avisés de Pablo Vigil, elle prend un bon départ pour rapidement distancer Angela Mudge puis gère sa fin de course pour s'imposer en 3 h 11 min 48 s. Elle devient ainsi la première femme américaine à remporter la mythique course,.
Le 5 novembre 2011, elle prend le départ du Lithia Loop Trail Marathon qui accueille les championnats des États-Unis de trail marathon. Poussée par Stevie Kremer, elle parvient à se défaire de cette dernière pour s'imposer en 3 h 3 min 46 s et remporter le titre.
Le 14 janvier 2012, elle établit son record personnel du marathon en 2 h 44 min 45 s alors qu'elle est enceinte de son premier enfant. Elle manque cependant à nouveau les qualifications pour les Jeux olympiques.
Le 21 juillet 2013, elle participe à la course de côte de Cranmore qui accueille à la fois les championnats NACAC et les championnats des États-Unis de course en montagne. Courant pour l'équipe nationale américaine, elle termine sixième de la course dominée par Morgan Arritola. Les concurrentes entre les deux ne participant pas aux championnats NACAC, Megan termine sur la deuxième marche du podium et remporte à nouveau la médaille d'or au classement par équipes.
En 2017, sept mois après la naissance de son second enfant, elle court le marathon de Boston en 2 h 55 min 26 s puis se retire de la compétition.

## Palmarès
| no  | féminin           | Course                                        | Longueur | Départ            | Temps           |
| --- | ----------------- | --------------------------------------------- | -------- | ----------------- | --------------- |
| 2e  | Médaille d'argent | Championnats NACAC de course en montagne      | 7,5 km   | 9 juillet 2010    | 38 min 4 s      |
| 47e | Médaille d'or     | Sierre-Zinal                                  | 31 km    | 8 août 2010       | 3 h 9 min 28 s  |
| 46e | 4e                | Marathon de la Jungfrau                       | 42,2 km  | 11 septembre 2010 | 3 h 35 min 50 s |
| 71e | 4e                | Sierre-Zinal                                  | 31 km    | 14 août 2011      | 3 h 17 min 21 s |
| 14e | Médaille d'or     | Championnats des États-Unis de trail marathon | 42,2 km  | 5 novembre 2011   | 3 h 3 min 46 s  |
| 3e  | Médaille d'or     | Aspen Backcountry Marathon                    | 42,2 km  | 29 juin 2013      | 3 h 55 min 14 s |
| 6e  | Médaille d'argent | Championnats NACAC de course en montagne      | 8 km     | 21 juillet 2013   | 46 min 3 s      |
| 6e  | 5e                | Championnats NACAC de course en montagne      | 11 km    | 18 juillet 2015   | 1 h 9 min 51 s  |

## Records
| Épreuve       | Performance     | Date            | Lieu            |
| ------------- | --------------- | --------------- | --------------- |
| 10 000 mètres | 35 min 56 s 00  | 13 avril 2007   | Walnut          |
| 10 kilomètres | 35 min 52 s     | 13 octobre 2008 | Boston          |
| 10 miles      | 1 h 4 min 50 s  | 10 juin 2007    | Manitou Springs |
| Semi-marathon | 1 h 20 min 36 s | 18 janvier 2009 | Houston         |
| 25 kilomètres | 1 h 33 min 55 s | 9 mai 2009      | Grand Rapids    |
| Marathon      | 2 h 44 min 45 s | 14 janvier 2012 | Houston         |